# Uedemer Hochwald

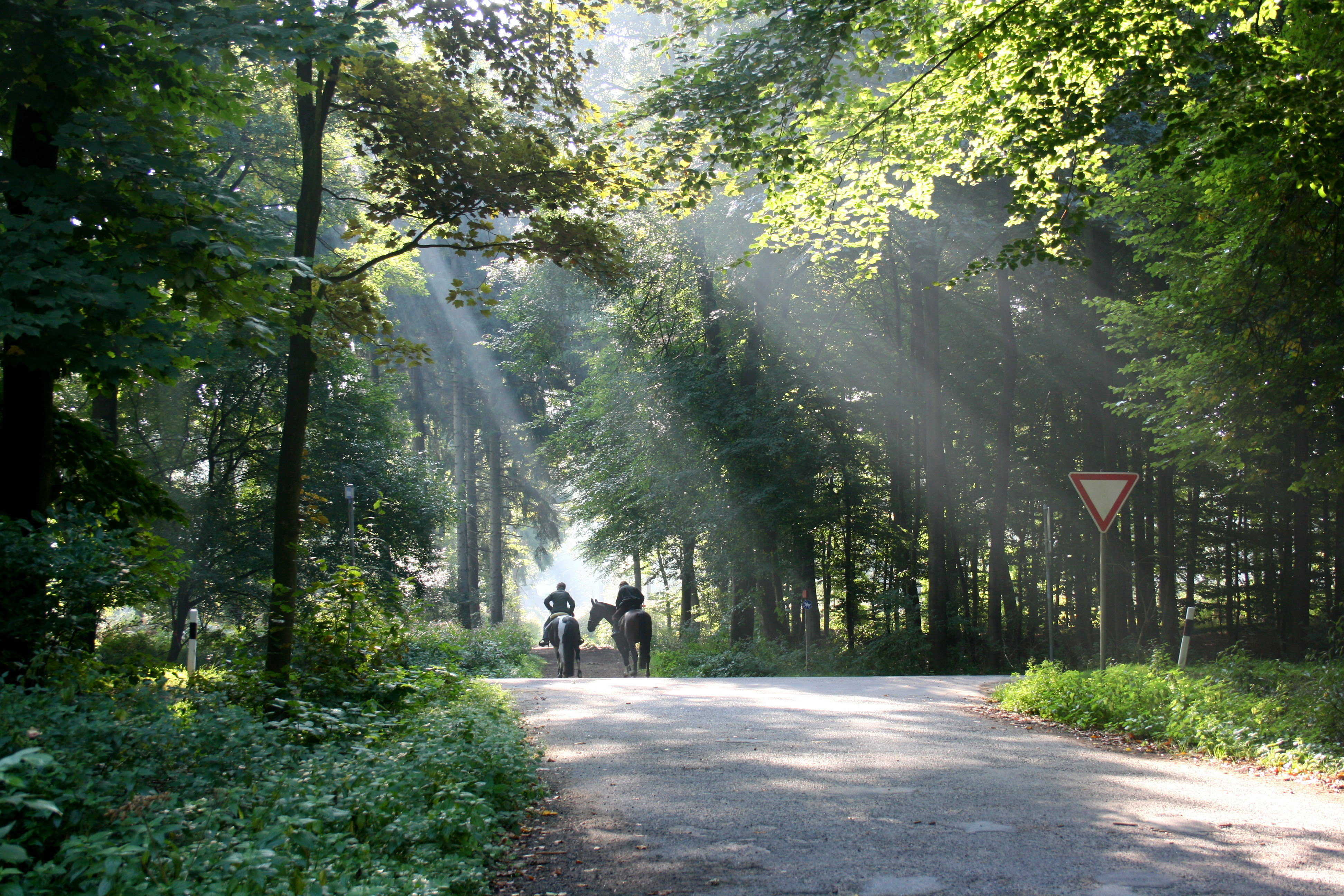
Nordteil des Uedemer Hochwalds im Landschaftsschutzgebiet Balberger Höhenrücken mit den Waldgebieten Uedemer Hochwald und Tüschenwald

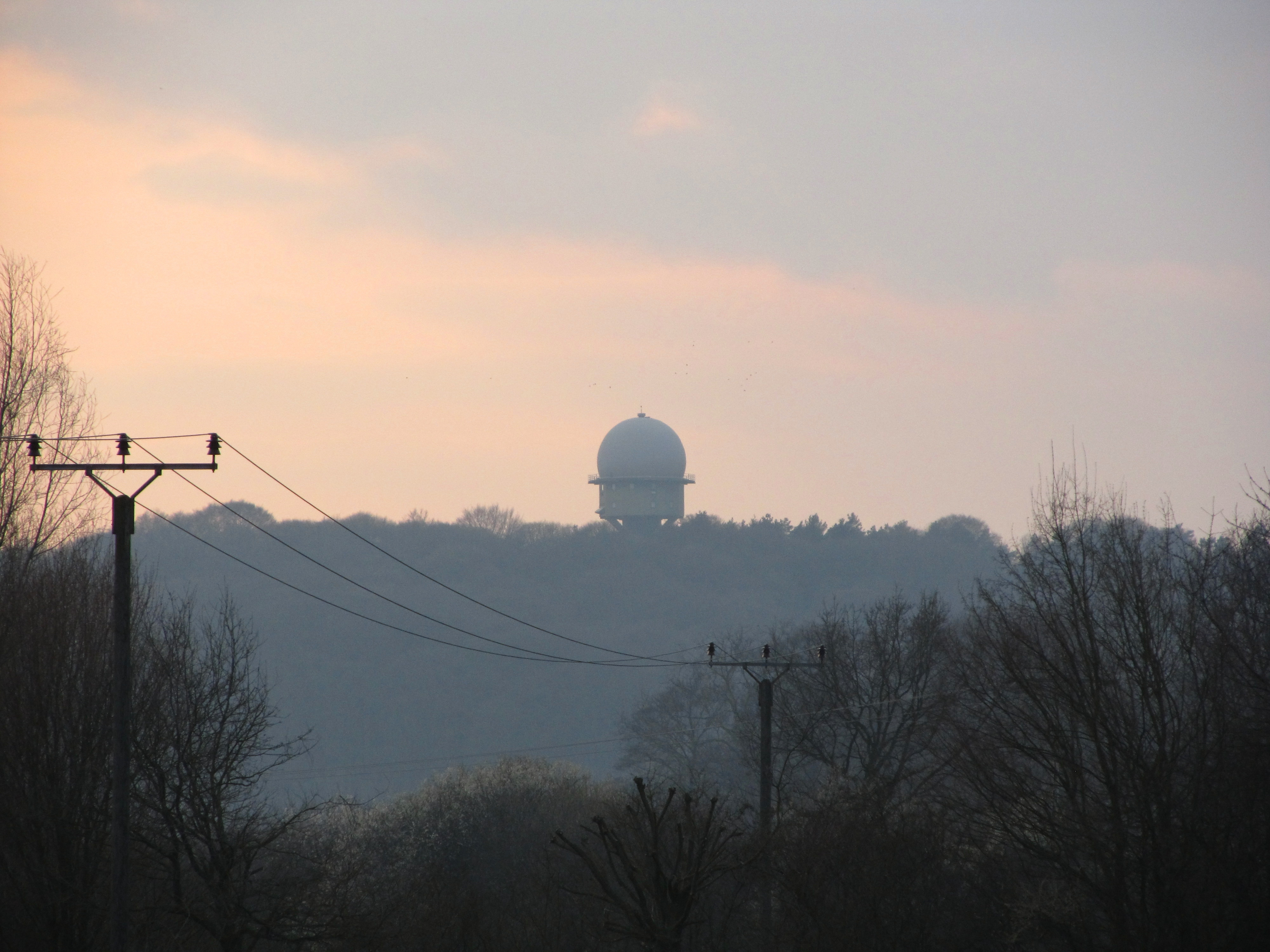
Blick von Xanten-Marienbaum zum Hochwald mit der Radar-Gerätestellung Marienbaum.

Der Uedemer Hochwald (auch nur Hochwald genannt) ist ein rund 9,5 km² großes Waldgebiet am Niederrhein, das sich nahezu vollständig im Gemeindegebiet von Uedem im Kreis Kleve befindet. Lediglich sehr kleine Randbereiche des Waldes liegen in den Nachbargemeinden Sonsbeck und Xanten.
Der Hochwald gehört zum Niederrheinischen Höhenzug, einem Endmoränenwall der Saaleeiszeit. Er wird von der Landesstraße 5 zwischen Uedem und Xanten-Marienbaum gequert. Im östlichen Teil des Waldes befindet sich die Radar-Gerätestellung Marienbaum, eine weithin sichtbare Radaranlage zur Luftraumüberwachung.

## Schutzgebiete
Der große Nordwestteil des Waldes liegt im Uedemer Landschaftsschutzgebiet Balberger Höhenrücken mit den Waldgebieten Uedemer Hochwald und Tüschenwald. Im Norden und Nordosten liegen kleine Randbereiche im Xantener Landschaftsschutzgebiet Niederung Körvesley/Marienbaumergraben.
Der Südostteil des Hochwalds ist als Naturschutzgebiet Uedemer Hochwald (ca. 424 ha) ausgewiesen, das mit nahezu identischem Flächenzuschnitt auch als FFH-Gebiet DE-4304-301 Uedemer Hochwald unter Schutz steht. Im Naturschutzgebiet liegen außerdem die Naturwaldzellen Hochwald I und Hochwald II (zusammen ca. 41,4 ha) mit alt- und totholzreichen Buchen- und Traubeneichenbeständen.
Durch die hohen Totholzanteile und offene Strukturierung hat insbesondere das Naturschutzgebiet eine große Bedeutung für verschiedene Vogelarten wie Kleinspechte, Schwarzspechte, Hohltauben und Dohlen sowie Habichte, Sperber, Mäusebussarde, Wespenbussarde und Waldkäuze. In Tümpeln und Wasserlachen laichen Bergmolche, Erdkröten und Grasfrösche. Neben Damwild gibt es umfangreiche Rotfuchs- und Hasenvorkommen.

## Geschichte

### Waldentwicklung
Bis zum Beginn des 17. Jahrhunderts war der Hochwald ein reines Laubwaldgebiet, das über Kleinwälder und Heideflächen an den Reichswald bei Kleve angeschlossen war; im Süden schließt der Tüschenwald an. Durch diverse Aufforstungsmaßnahmen bis ins 19. Jahrhundert nahmen Kiefernbestände einen hohen Flächenanteil ein. Die bis heute erhaltenen älteren Laubwaldbestände des Hochwalds liegen ausnahmslos im Bereich des Naturschutzgebietes.
Am 18. und 19. Januar 2007 traf der Orkan „Kyrill“ den Uedemer Hochwald sehr stark. Besonders im Bereich nordöstlich von Schmachtdarm (im Landschaftsschutzgebiet) entstanden große Windbrüche.

### Großes Hügelgräberfeld

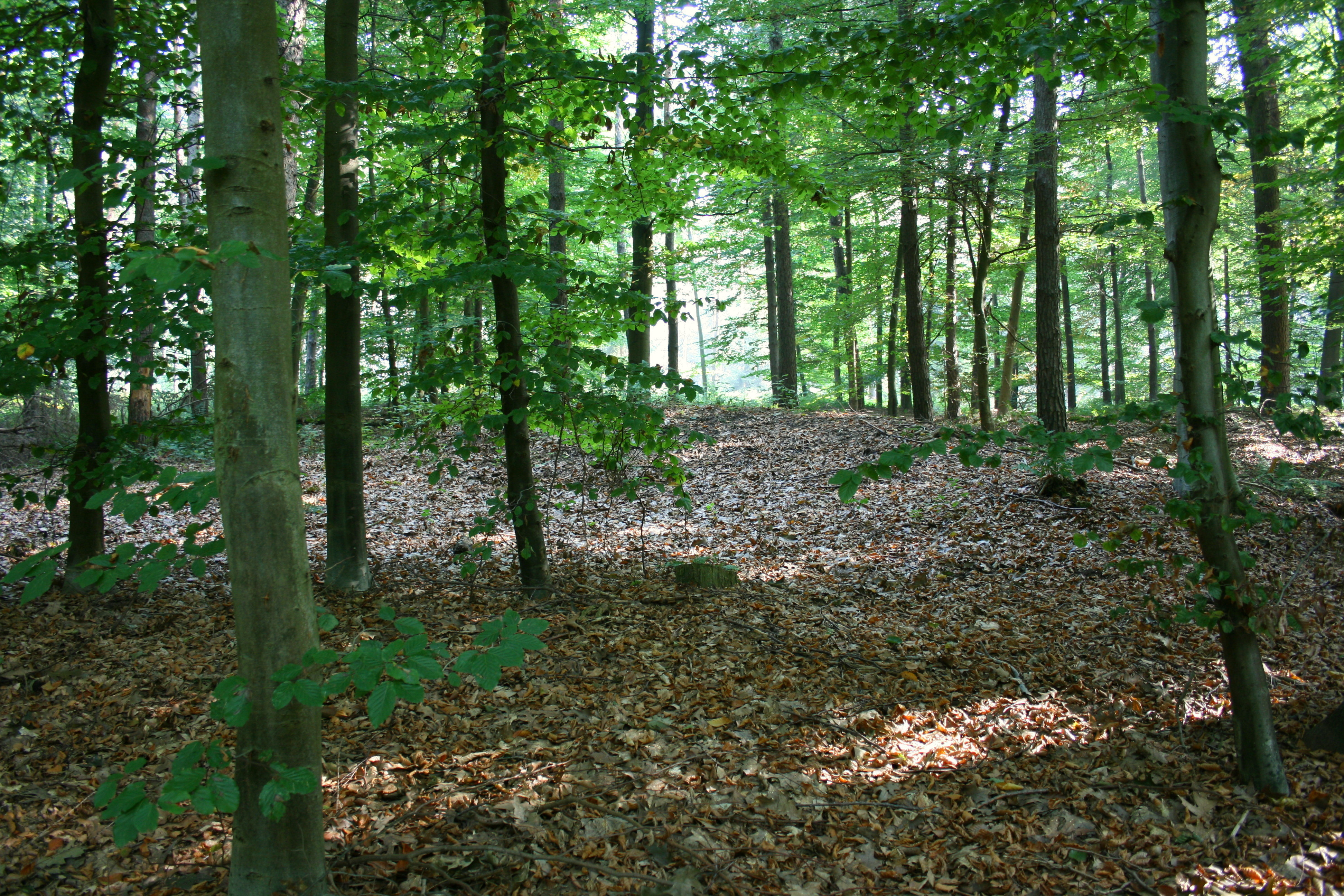
Hügelgräber im Westteil des Waldes

Im Westteil des Hochwalds befindet sich ein bedeutendes Hügelgräberfeld, vermutlich aus der Hallstattzeit zwischen 800 und 450 v. Chr.  Läuft man vom Parkplatz der Straße Am Hochwald in nordöstliche Richtung, läuft man nach rund 300 Metern auf das Waldstück zu. Weiter nach Nordosten gehend passiert man mehr als 40 mit Dünensand aufgeschüttete Grabhügel, die im Wald abseits des Weges zu erkennen sind. Zwischen ihnen befinden sich weitere kleine, kaum noch erkennbare Erderhebungen, so dass von einer Gesamtzahl von über 200 Gräbern ausgegangen wird. Bislang (2023) fehlen Informationstafeln, die das Auffinden erleichtern und die Bedeutung im Ausgang der Niederrheinischen Grabhügelkultur erläutern könnten. Pläne einzelne Hügel zur Anschauung freizuschneiden und wie beispielsweise in Belginum wieder mit Gras zu bepflanzen, sind bislang nicht bekannt geworden.

### Schützengräben aus dem Zweiten Weltkrieg

Das Zickzack der Schützengräben ist am besten im Nordwesten des Hochwaldes auf der Ostseite des am Waldrand verlaufenden Weges zu finden.

Während des Zweiten Weltkriegs wurde ein Großteil des Waldgebietes zerstört oder zumindest aufgelichtet. Nachdem die Alliierten immer weiter von Westen zur Reichsgrenze vorrückten wurden auch im Uedemer Hochwald unter Einsatz von Kriegsgefangenen und Zwangsarbeitern Feldbefestigungen angelegt. Die im Zickzack verlaufenden Schützen- und Laufgräben sowie Unterstände sind noch heute entlang des gesamten Westrandes des Hochwaldes im Gelände zu erkennen. Immer einige Meter vom Waldrand entfernt und nur noch als flacher Graben, da sie nach dem Krieg zugeschüttet wurden. Nördlich von Uedem, am Uedemer Totenhügel, wurden die kanadischen Truppen unter General Crerar in die schwerste Panzerschlacht ihrer Geschichte verwickelt. Am 3. März vereinten sie sich in Berendonk bei Geldern mit der 9. US-Armee. În der Hochwaldschneise, der „Hau“, die im Süden den Hochwald gegen den Tüschenwald abgrenzt, fanden vom 27. Februar bis zum 4. März 1945 im Rahmen der Operation Blockbuster schwere Gefechte zwischen den vorrückenden alliierten Truppen (Kanadier unter Generalleutnant Guy Simonds) und der deutschen Wehrmacht statt. Die Operation diente dazu, die Schlacht im Reichswald zu gewinnen.

### Europaweit einzigartig erhaltene römische Übungs-Marschlager

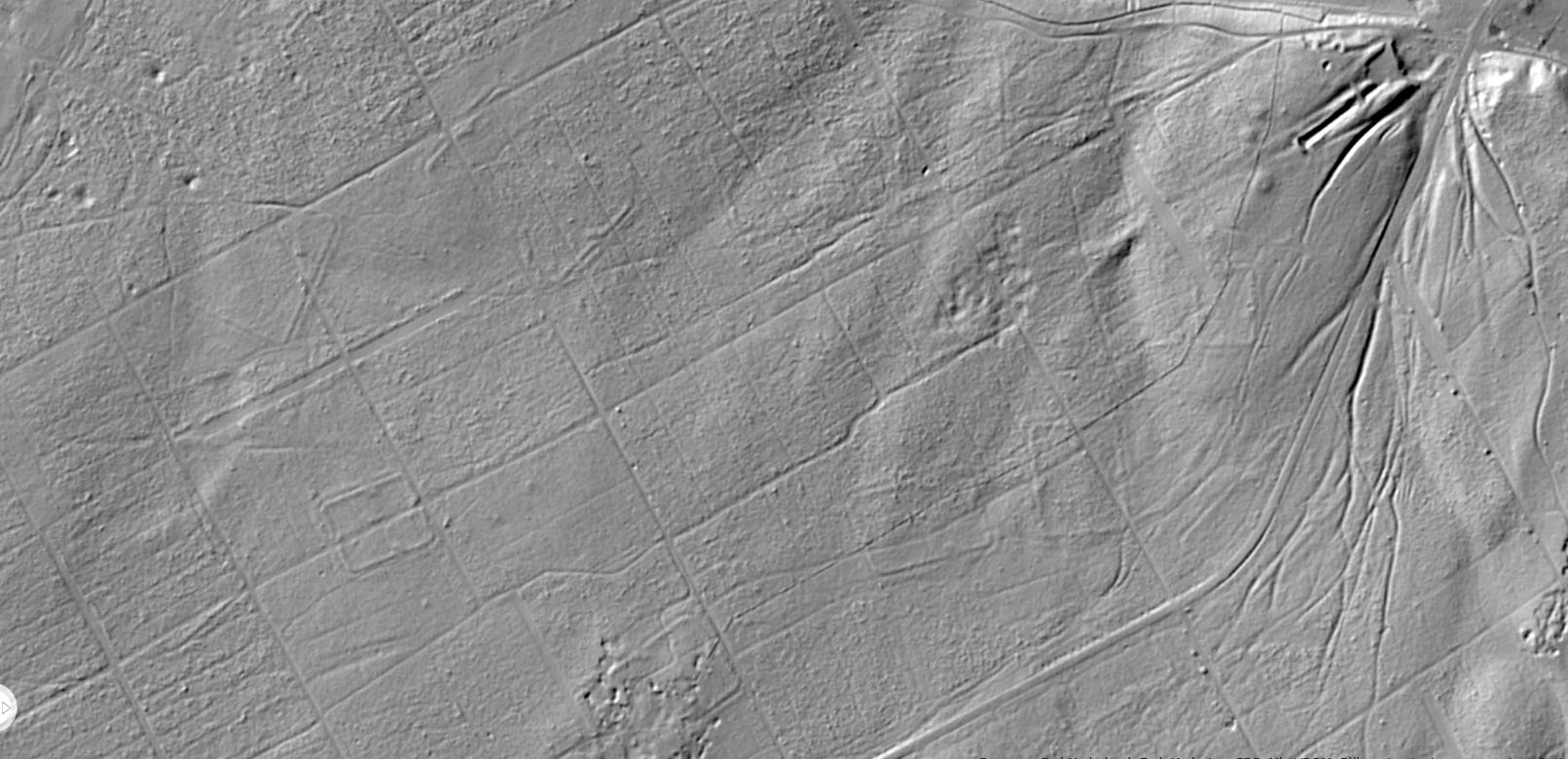
Römische Übungslager – Die Rechtecke mit abgerundeten Ecken liegen zwischen den rechtwinkligen Forstwegen.

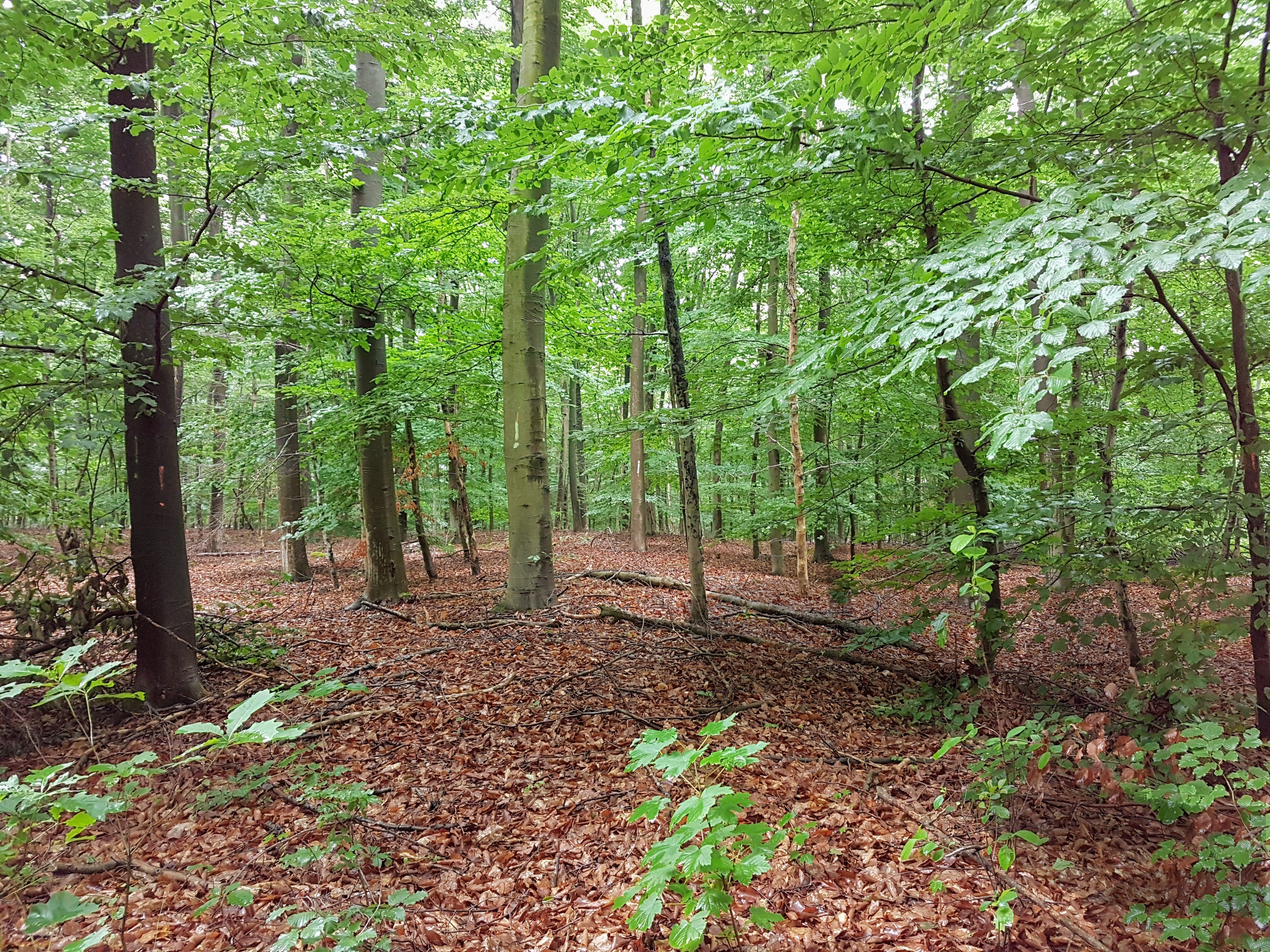
Flacher Wall (Mitte) und Graben (rechts) eines gut vom Weg aus zu sehenden Übungslagers

Im November 2012 wurden im Wald durch einen niederländischen Archäologen Wälle und Gräben von insgesamt 13 römischen  Übungslagern gefunden. Sie wurden von vermutlich in Xanten (Vetera Castra) stationierten römischen Soldaten im Rahmen von Manövern zwischen dem 1. und 3. Jahrhundert erbaut, bei denen das Anlegen von Marschlagern geübt wurde. Dabei wird um ein rechteckiges Areal ein Spitzgraben ausgehoben und der Auswurf auf der Innenseite zu einem Wall aufgeschüttet. Auf den Wall wurden zusätzlich angespitzte Holzpfähle (Pilum murale) gesteckt und untereinander verbunden. Charakteristisch für die Lager sind die abgerundeten Ecken und ein Eingang mit vorgelagertem Wallknick, der ein Stürmen der Tore verhinderte. Eine Besonderheit hier ist nicht nur die Anzahl von 13 Übungslagern, sondern der weitgehend hervorragende Erhaltungszustand, der einmalig auf dem Gebiet des ehemaligen Römischen Reiches ist. und selbst nach fast 2000 Jahren Erosion noch bis zu 0,5 m hohe, flache Wälle zeigt. Aus diesem Grund sind seit 2021 15 Kerngebiete sowie das sie umgebende Gelände als Teil des Welterbes „Niedergermanischer Limes“ unter Schutz der UNESCO gestellt. Vom Staatsforst NRW wurden Rückegassen verlegt, um Beschädigungen auch in Zukunft zu vermeiden. Ein relativ gut vom Weg aus zu erkennender Wall mit Graben liegt an der Südwestecke der ersten Wegkreuzung des Forstweges, der vom Nordwestrand des Waldes bis zu dem Parkplatz am Bohrloch führt. Ein weiteres liegt am nächsten querenden Forstweg in rund 250 m Richtung Hügelgräberfeld. Trotzdem fehlen an diesem europaweit bedeutenden Kulturgut bislang (2023) Hinweisschilder, die Wandernden dieses Kulturdenkmal erläutern. Die Erschließung der Fundplätze durch Vermittlungs- und Präsentationsangebote ist jedoch in Vorbereitung. Pläne, eines der Lager oder ein Stück Spitzgraben mit Wall und Pilum murale zu touristischen Zwecken zu rekonstruieren, gibt es bislang nicht.